# Restrepia cuprea
Restrepia cuprea är en orkidéart som beskrevs av Carlyle August Luer och Rodrigo Escobar. Restrepia cuprea ingår i släktet Restrepia och familjen orkidéer. Inga underarter finns listade i Catalogue of Life.

## Bildgalleri

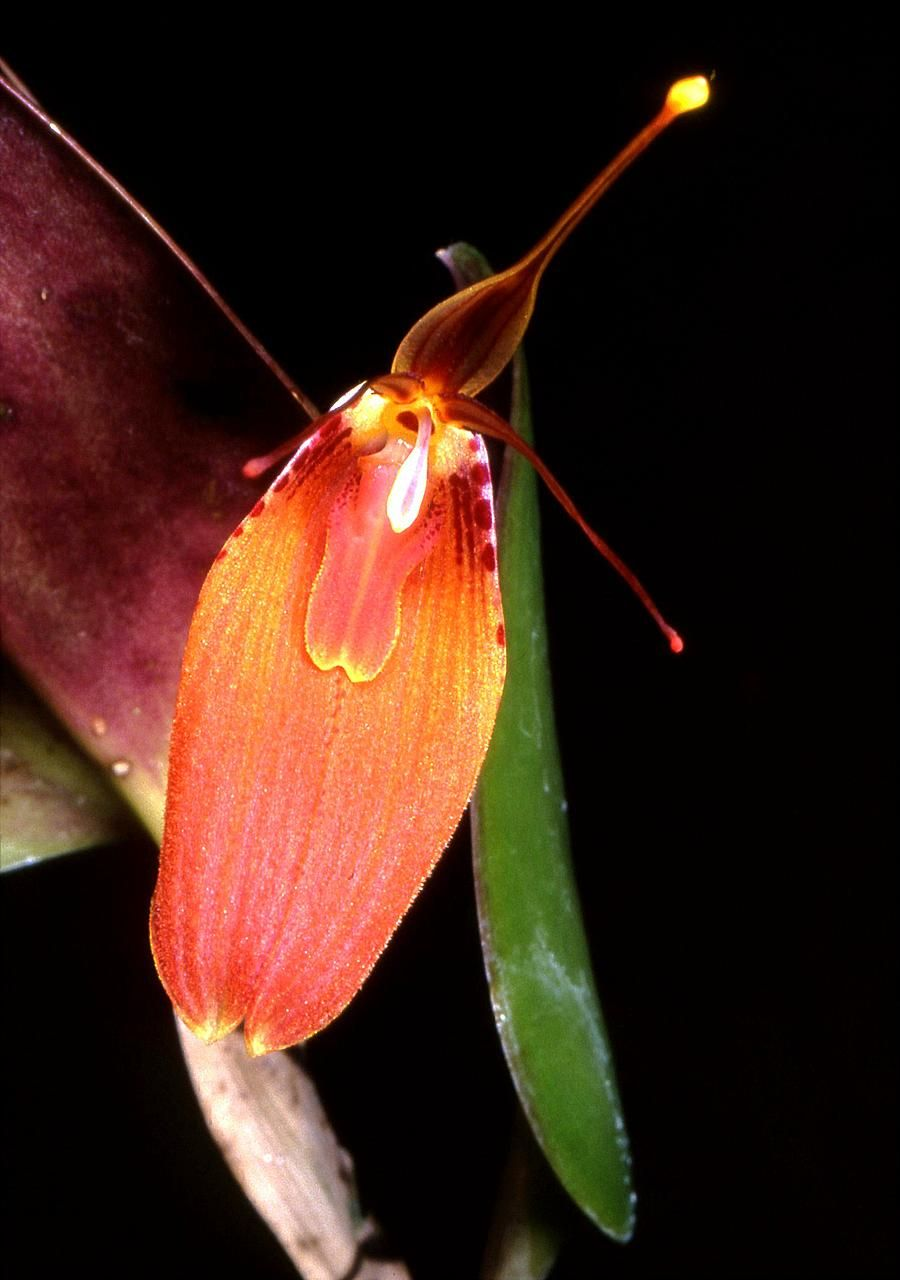